# 2024年加尔各答奸殺案
2024年8月9日，印度西孟加拉邦加尔各答RG Kar医学院二年级研究生实习医生德布纳特（Moumita Debnath）在校园的一个研讨室內被強奸致死。她的遺體在研讨室被發現，她的遺體半裸，嘴巴和生殖器都有血跡。學校當局最初通知她家人是因自殺而亡。这一事件發生後，印度全国爆發抗议。 印度全国30万医生罢工，印度全國非紧急医疗服务全部停止。

## 调查

### 尸检报告
尸检结果显示，德布纳特生前曾遭到强奸和性侵犯，随后被勒死。她的陰道、嘴唇、左腿、右手、无名指、颈部和脸上都有伤口，眼睛、嘴巴和生殖器有血跡。德布纳特脸上有抓痕，而且甲狀軟骨部位出現骨折，骨折可能是在其被勒死時發生的。 部分報導稱在阴道拭子中发现约150毫克精液，另有報導採訪法醫，稱驗屍報告中寫道子宮與不明液體合重150公克。

### 逮捕
8月9日，警方在犯罪现场发现了蓝牙耳机，不久之後將嫌疑犯逮捕。该嫌疑人是加尔各答警察灾害管理部队的一員，也是警察福利协会的成员。此人好色，且為一家暴者。

## 反应

### 学院院长辞职
事發後不久，该学院的院長Sandip Ghosh辞职。不過就在辞职后不久，他又出任加尔各答国立医学院院长，結果這一任命引發更多批評。

## 抗议活动
8月17日早6时，印度医学协会声明印度医护人员以罢工24小时的形式抗议，除急诊外，所有诊疗服务都将停止。

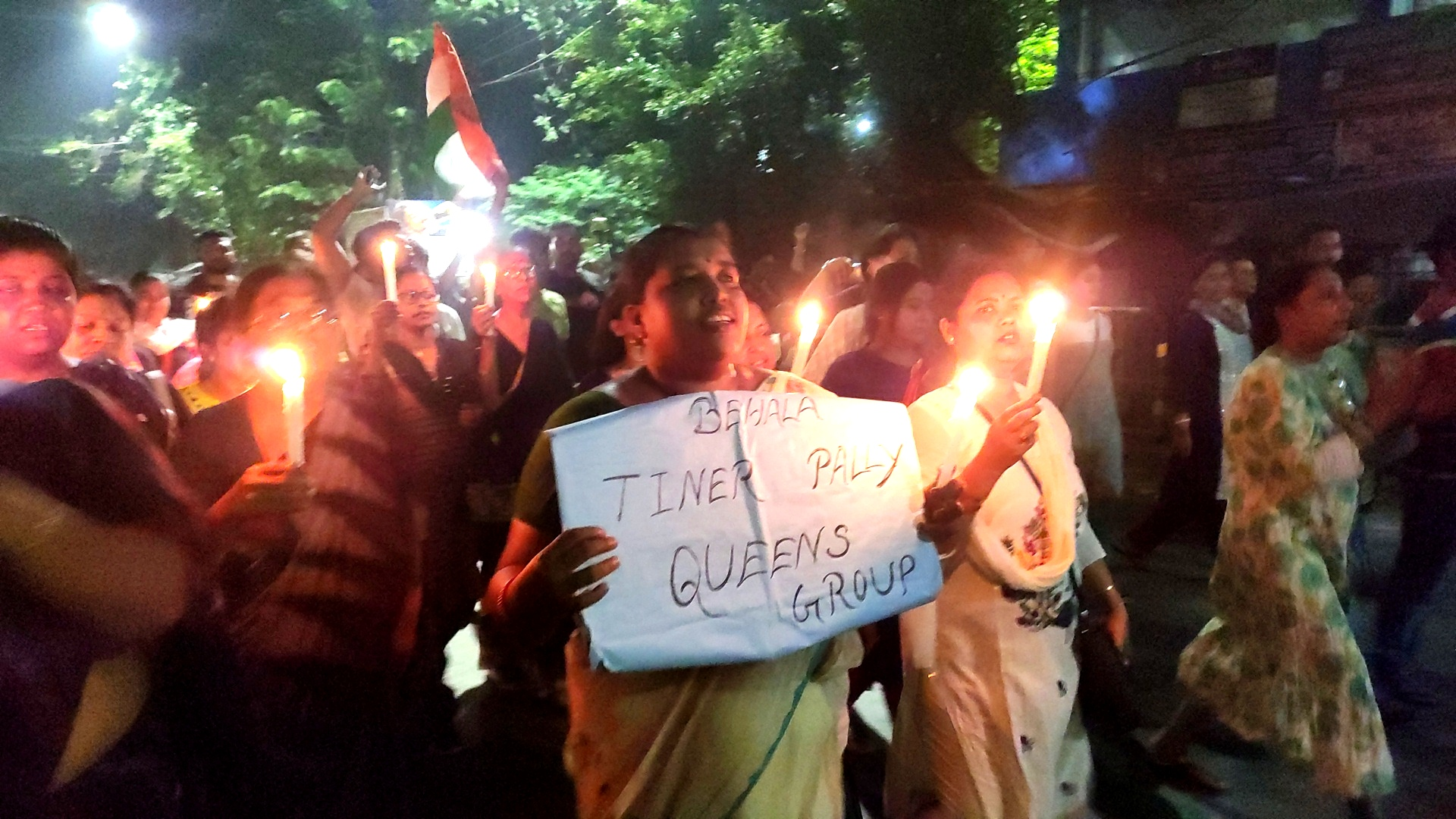
抗议活动
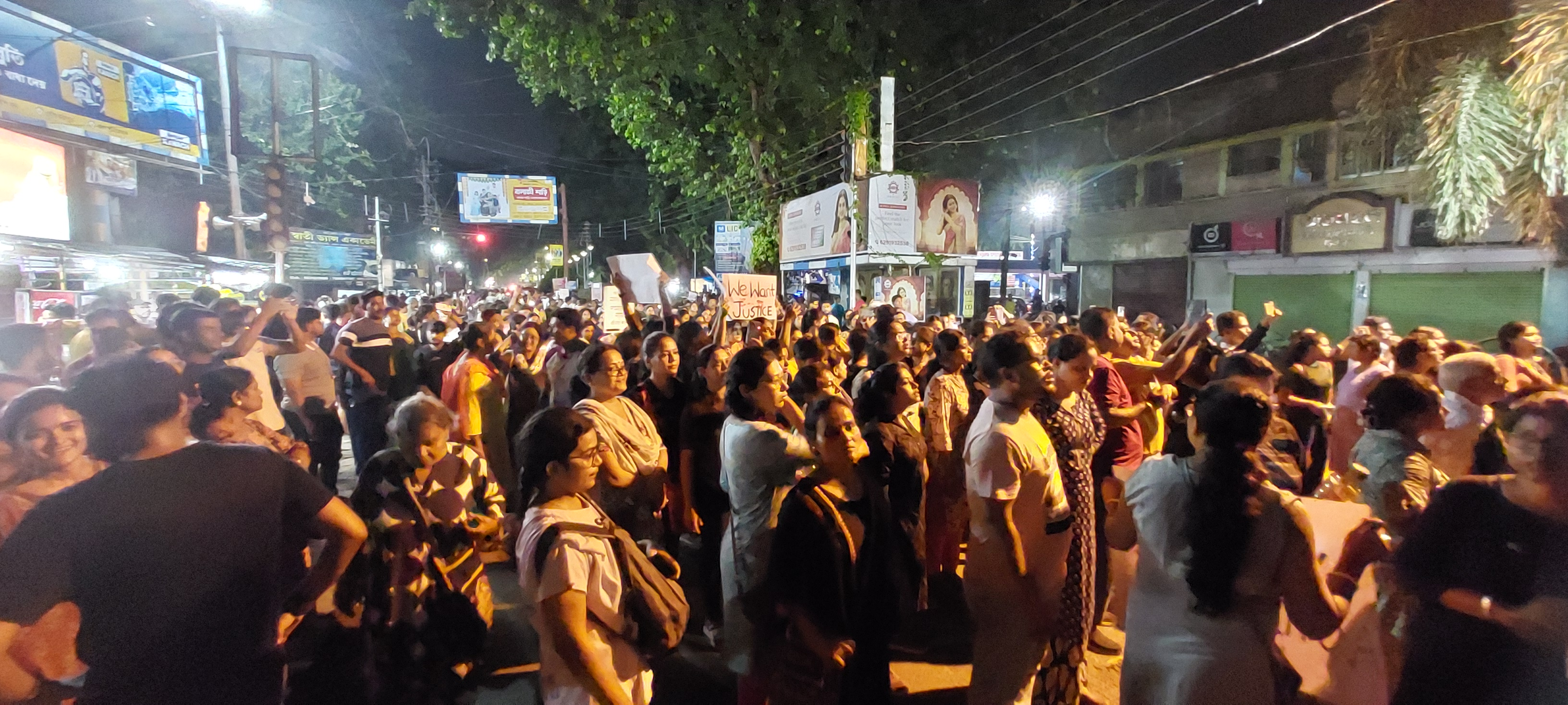
抗议活动